# Louis Fraser
Louis Fraser (1819 – c. 1883) foi um zoólogo e colecionador britânico. Em seus primeiros anos, Fraser foi curador do Museu da Sociedade Zoológica de Londres.
Pouco se sabe sobre o início da vida de Fraser. Ele nasceu em 1819 ou 1820 e se casou com Mary Ann Harrison em 17 de fevereiro de 1844. Um filho Oscar L. Fraser trabalhou como assistente no Museu do Índio em Calcutá por volta de 1888. Ele trabalhou por quatorze anos no museu da Sociedade Zoológica de Londres. Ele trabalhou com o anatomista Richard Owen em estudos da ema e da ema. Ele participou da expedição do Níger de 1841 como cientista da Sociedade da Civilização Africana, com Allen e Thomson. Ficou em Fernando Po e recolheu. Após seu retorno, tornou-se responsável pela coleção de Lord Derby em Knowsley Hall. Em 1846 ele foi enviado por Lord Derby para coletar no norte da África. Em 1848 tornou-se conservador em Knowsley. Ele escreveu Zoologica Typica, or figures of the new and rare animals and birds in the collection of the Zoological Society of London, um livro de tamanho grande ricamente ilustrado, publicado em 1849. Neste livro, ele descreveu muitas novas espécies de pássaros. Em 1850, Fraser foi nomeado cônsul de Quidah, Dahomey (agora Benin), África Ocidental. Por volta de 1857-1859, ele coletou aves e mamíferos no Equador para Philip Lutley Sclater, da Sociedade Zoológica de Londres, e no ano seguinte na Califórnia. Ao retornar a Londres, ele abriu uma loja na Regent Street, Londres, vendendo pássaros exóticos. Os últimos anos de sua vida ele passou na América.
Fraser escreveu um Catálogo das Coleções Knowsley (1850) e descreveu várias novas espécies, incluindo o periquito Derbyan Psittacula derbiana em homenagem ao seu empregador. Várias espécies e subespécies foram nomeadas em sua homenagem, incluindo Anolis fraseri, Liophis epinephelus fraseri, uma cobra centopéia (Tantilla fraseri), Mocho-de-crinas (Bubo poensis), Basileuterus fraseri (Myiothlypis fraseri), e musaranho almiscarado de Fraser (Crocidura poensis).